# Tre Kronor af Stockholm
Tre Kronor af Stockholm, tidigare benämnd Stockholmsbriggen, är en brigg, som är byggd efter förlaga av örlogsbriggen Gladan. Briggen Tre Kronor har en fast kajplats utanför Kolskjulet på Kastellholmen i Stockholm.
Tre Kronor började byggas 1997 på Skeppsholmen i Stockholm. Skrovet är byggt i ek med ett däck av sibirisk lärk, master och rår av furu eller lärk. De 16 seglen har en sammanlagd yta på 735 kvadratmeter. Fartyget döptes av kronprinsessan Victoria till Tre Kronor af Stockholm och sjösattes den 27 augusti 2005. Vikten, eller deplacementet, vid sjösättningen var omkring 180 ton, och fullt färdig väger hon 325 ton.
Briggen byggdes av Briggen Tre Kronor AB. Bolaget gick i konkurs 2023-09-22, och ägs idag av Maelir. Föreningen Briggen Tre Kronor hyr fartyget för en symbolisk summa och driver sen sommaren 2024 fartyget som redare.
Under The Tall Ships' Races i Stockholm 2007 var Tre Kronor af Stockholm Stockholms representationsfartyg och medverkade även vid starten den 31 juli. Under 2008 färdigställdes hon helt och gjorde sin jungfruresa runt Östersjön, där hon bland annat besökte Helsingfors, Tallinn och Riga. Tre Kronor af Stockholm fungerar som en ambassadör för Östersjöregionen i frågor som rör handel, miljö och ungdomar.
Under 2009 deltog Tre Kronor af Stockholm i The Tall Ships' Races som gick mellan städerna Gdynia, S:t Petersburg, Åbo och Klaipeda. Tre Kronor af Stockholm gjorde en uppmärksammad debut med en tredjeplacering i första delseglingen och vinnare av titeln "The most spectacular crew" under "Crew Parade" i Gdynia och S:t Petersburg. Vid Sail Training Internationals kongress i Istanbul korades Tre Kronor af Stockholm till bästa nykomling i samtliga races 2009.
Ett samarbete med Fryshuset påbörjades under 2009 i och med att 13 fryshusungdomar deltog i en ledarskapsutbildning ombord under The Tall Ships' Races. Även Baltic University Progamme använde sig av Tre Kronor af Stockholm. Under racets andra etapp medverkade ungdomar från hela Östersjöregionen i seminarier om hållbar utveckling för Östersjön ombord.
I december 2009 medverkade Tre Kronor af Stockholm vid FN:s klimatkonferens, COP15, i Köpenhamn. Deltagandet skedde i samarbete med bland andra hovet, Postkodlotteriet, Sveriges ambassad i Köpenhamn, Exportrådet och Mattias Klum.
Tre Kronor har varit huvudattraktion mellan 2010 och 2018 vid det mäktiga evenemanget för traditionen om Scarlet Sails, som hålls varje år på midsommarnatten i Sankt Petersburg.

## Initiativet Hållbara hav
Ett av de viktigaste målen för Tre Kronor af Stockholm år att verka för Östersjöregionen. Under 2011 startades därför initiativet Hållbara hav. Inom detta samlas forskare, miljöorganisationer, politiker och näringsliv för att sprida kunskap och information om miljösituationen i våra hav, och om Östersjön i synnerhet.

## Tekniska data
- Höjd över vattenlinjen: 29,5 m[2]
- Segelarea: 735 m² [2]
- Barlast: 90 ton bly [2]
- Total vikt: 325 ton[2]

## Bilder av fartyget

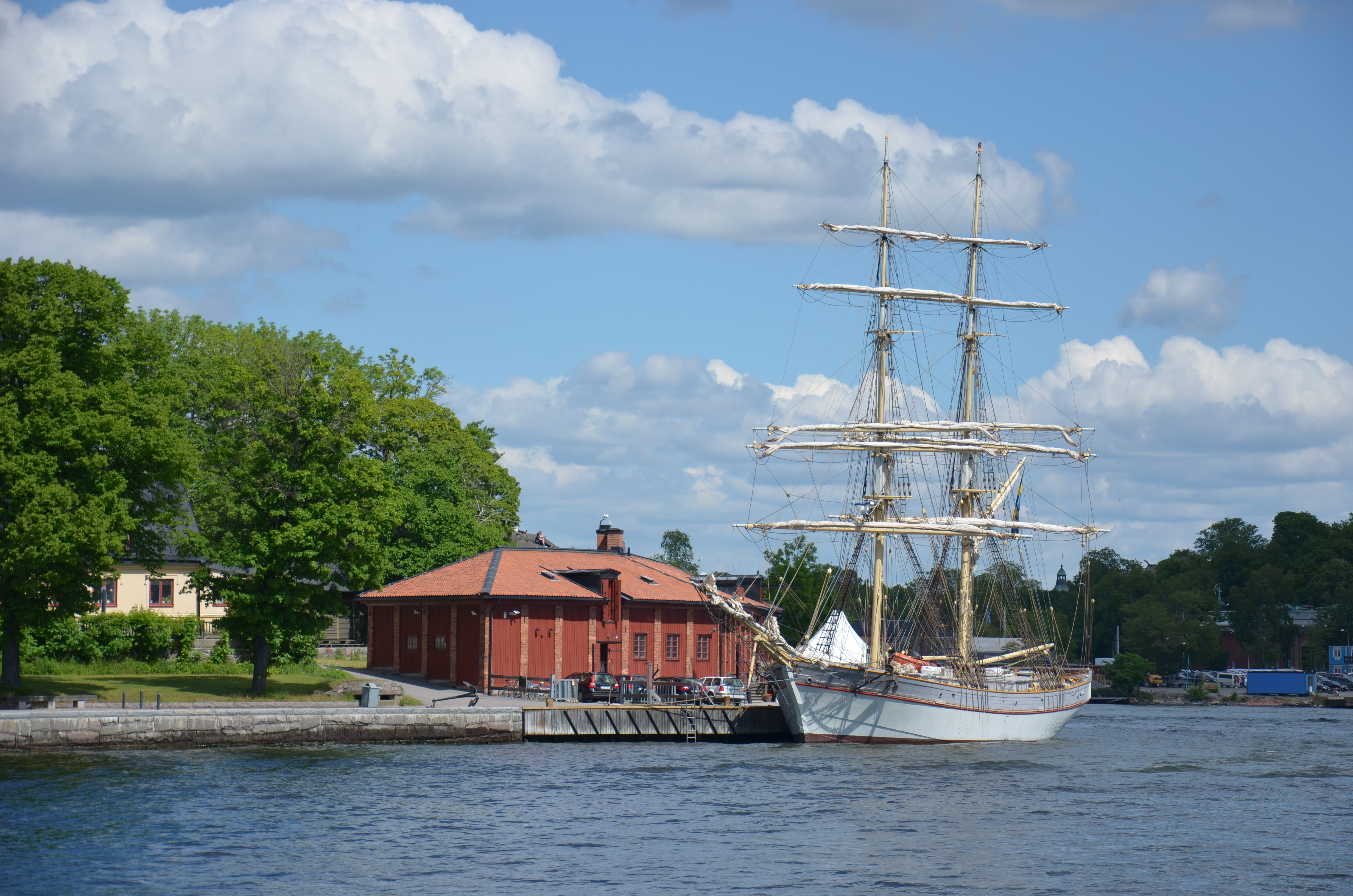
Tre Kronor vid kaj vid Kolskjulet på Kastellholmen
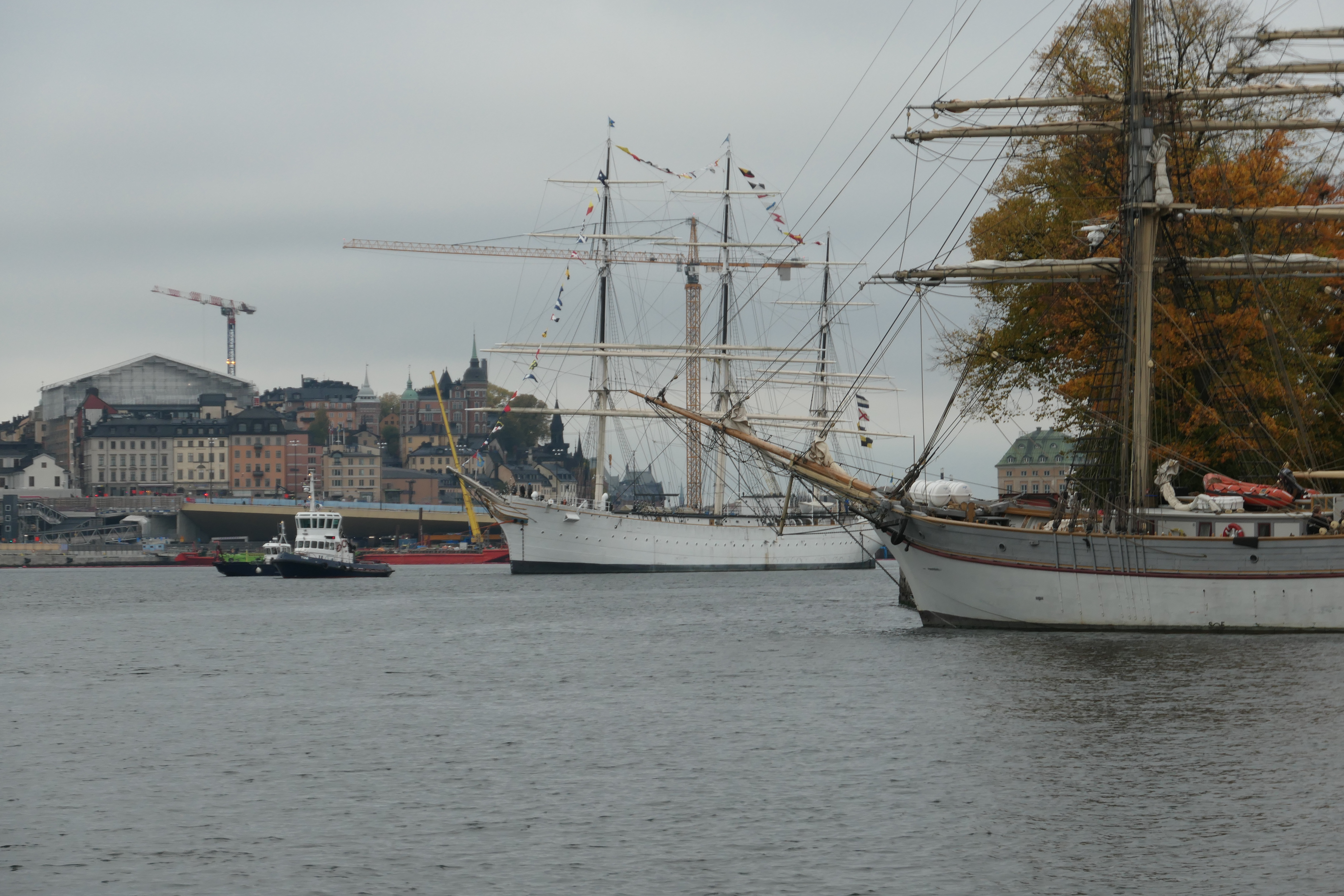
Fullriggaren af Chapman bogseras förbi Tre Kronor af Stockholm, på väg till GV-dockan på Beckholmen i oktober 2021.
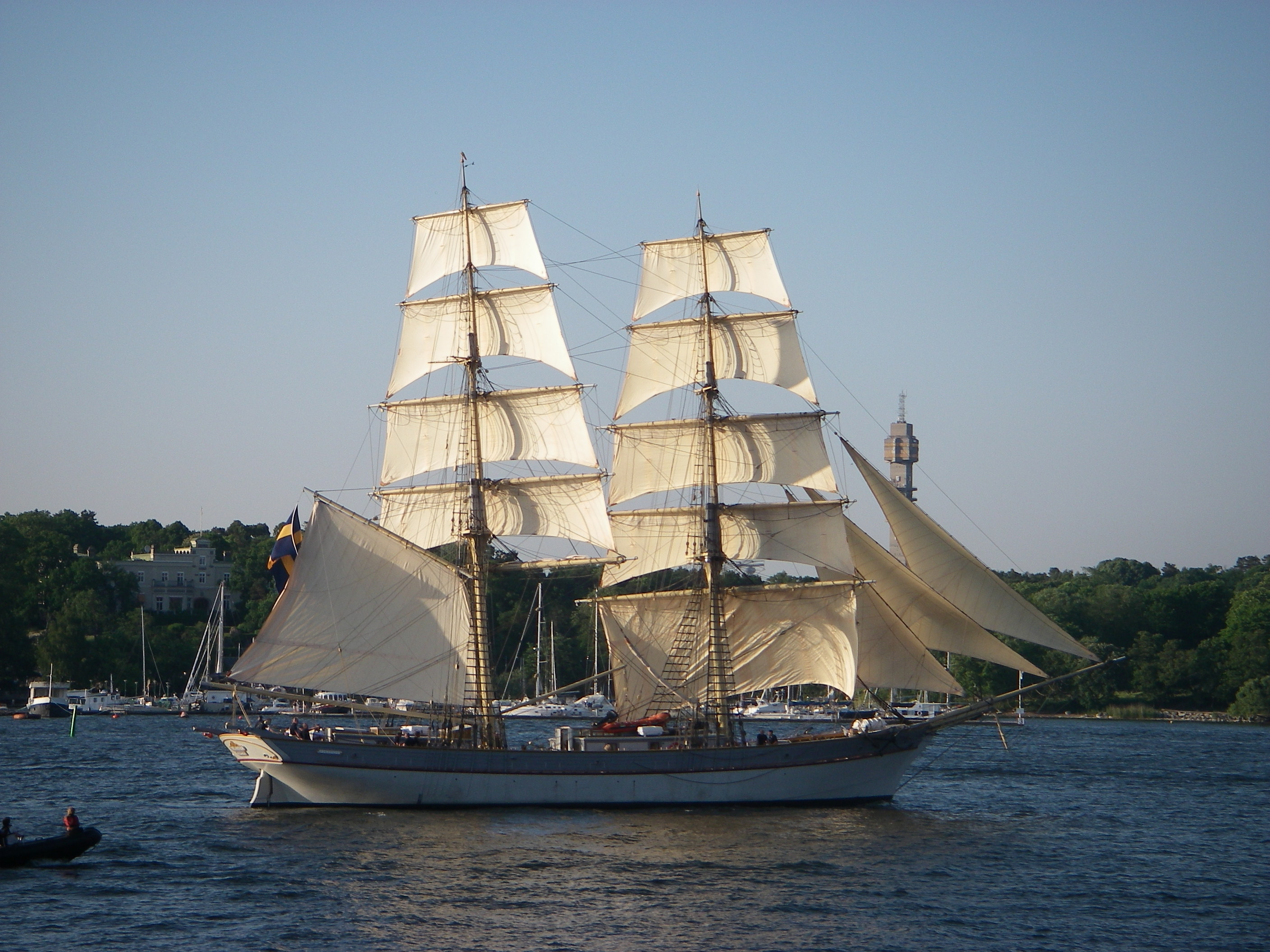
Tre kronor under segel utanför Djurgården
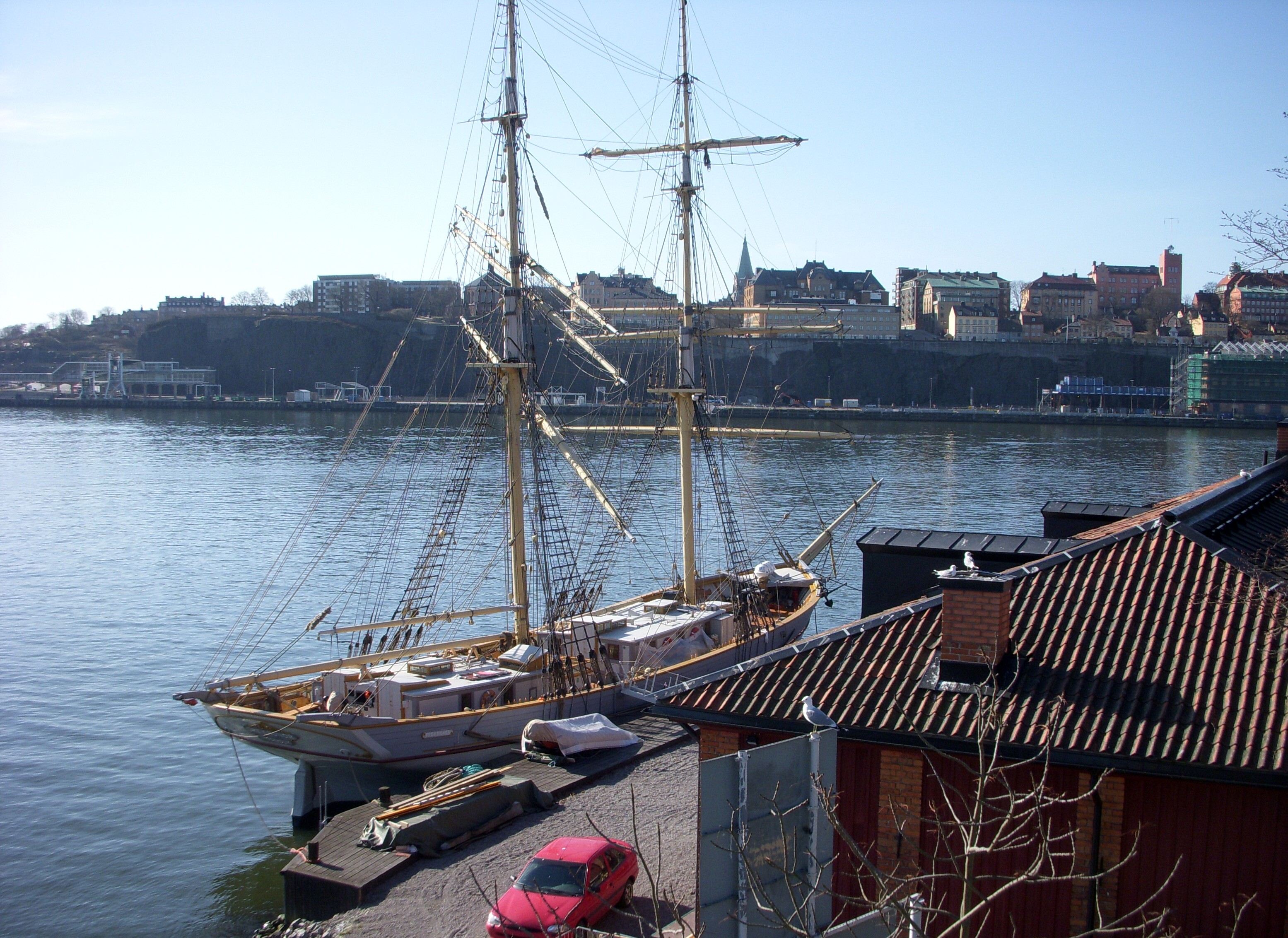
Tre Kronor vid Kolskjulet
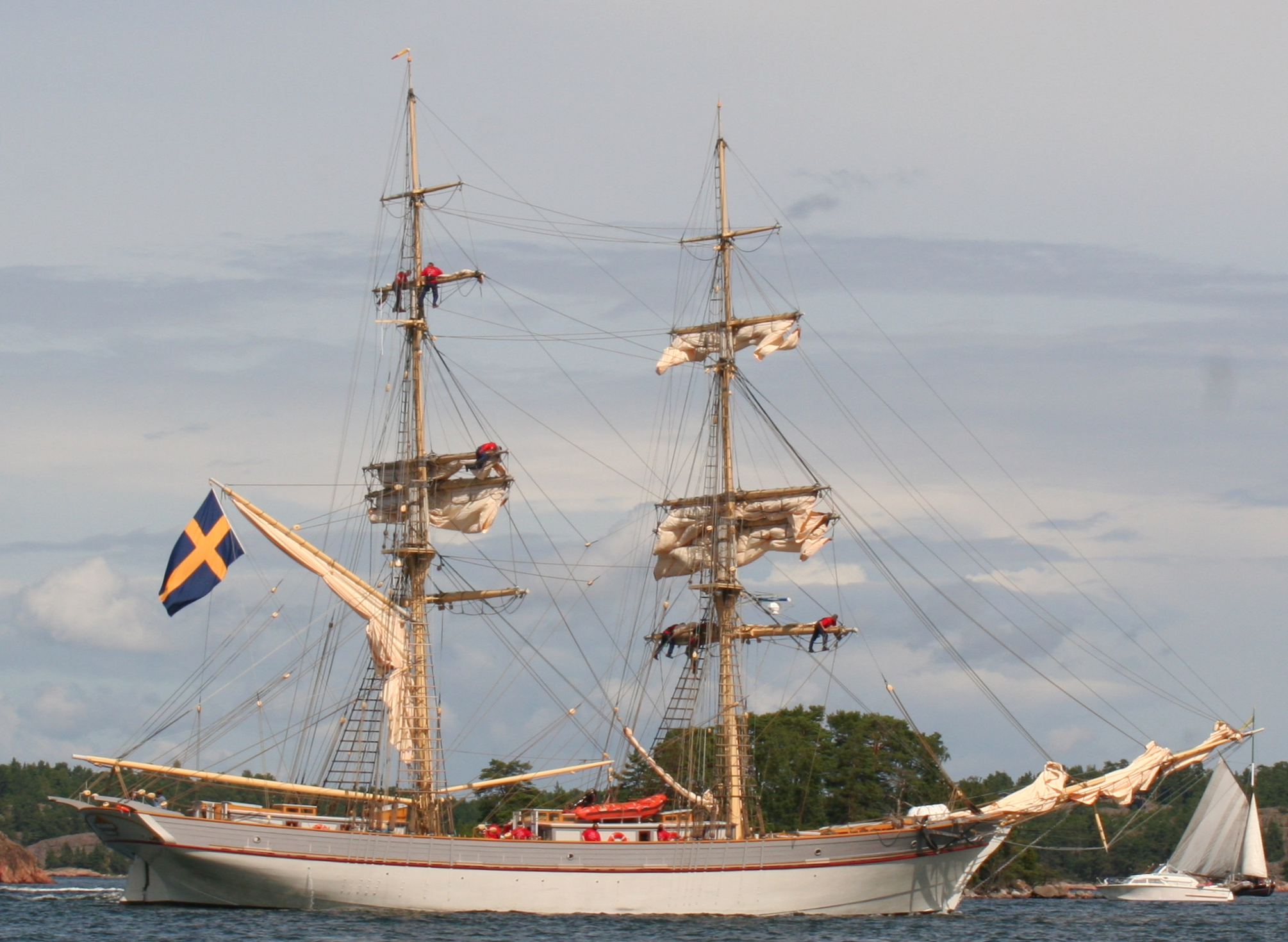
Tre kronor på Saxarfjärden under segelsättning
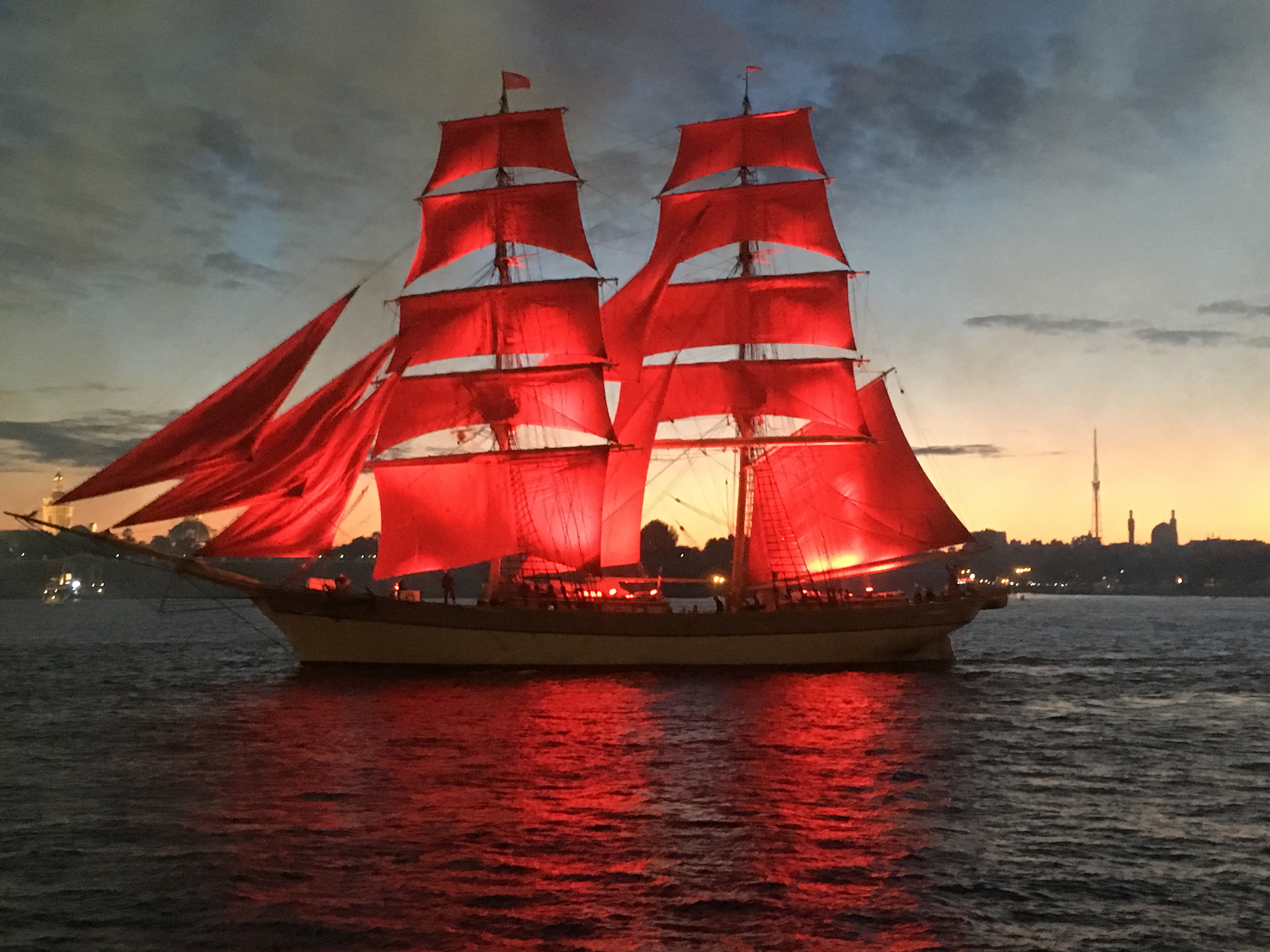
Tre Kronor i Scarlet Sails, Sankt Petersburg 2017

## Bilder av arbete ombord

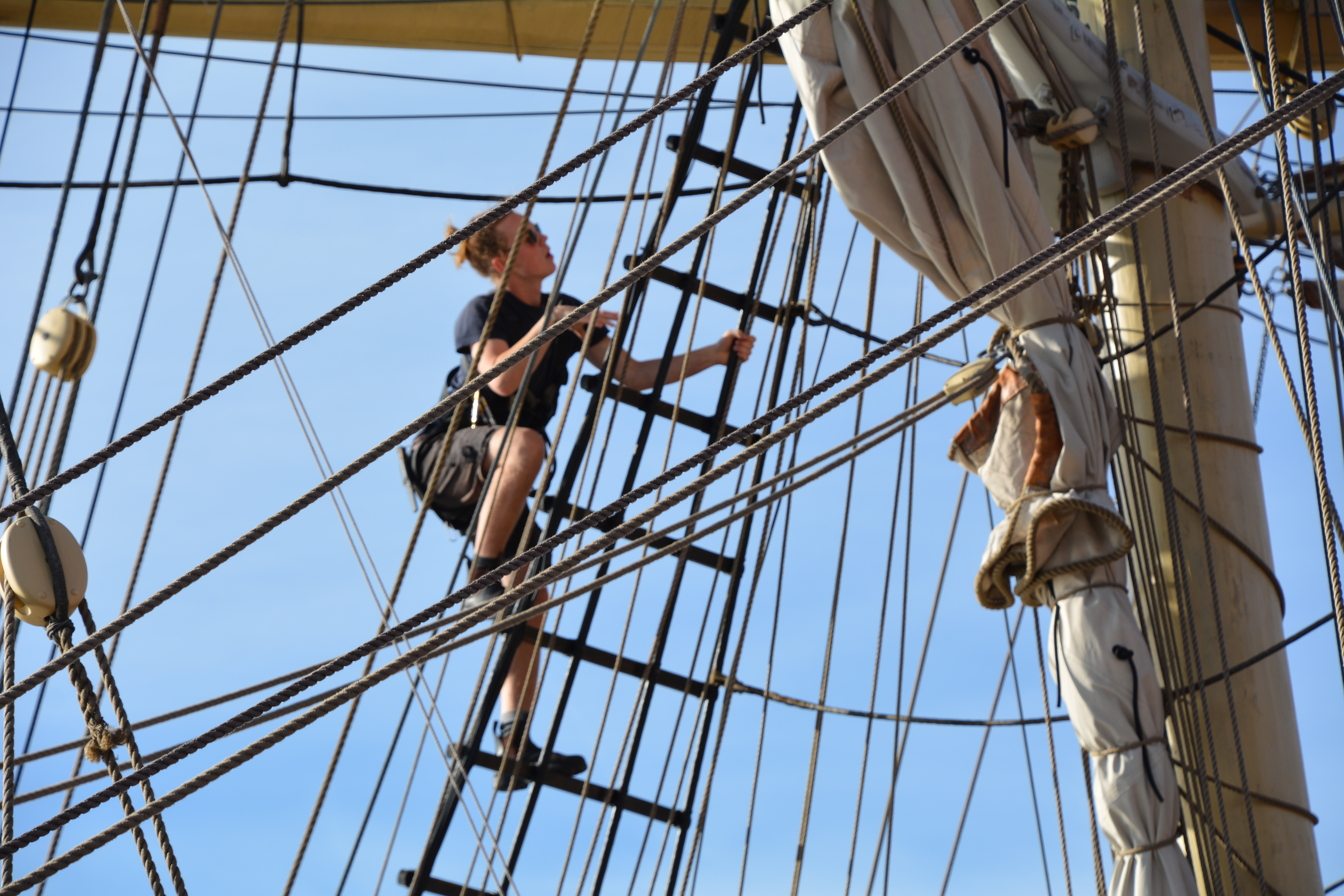
Klättring upp i riggen
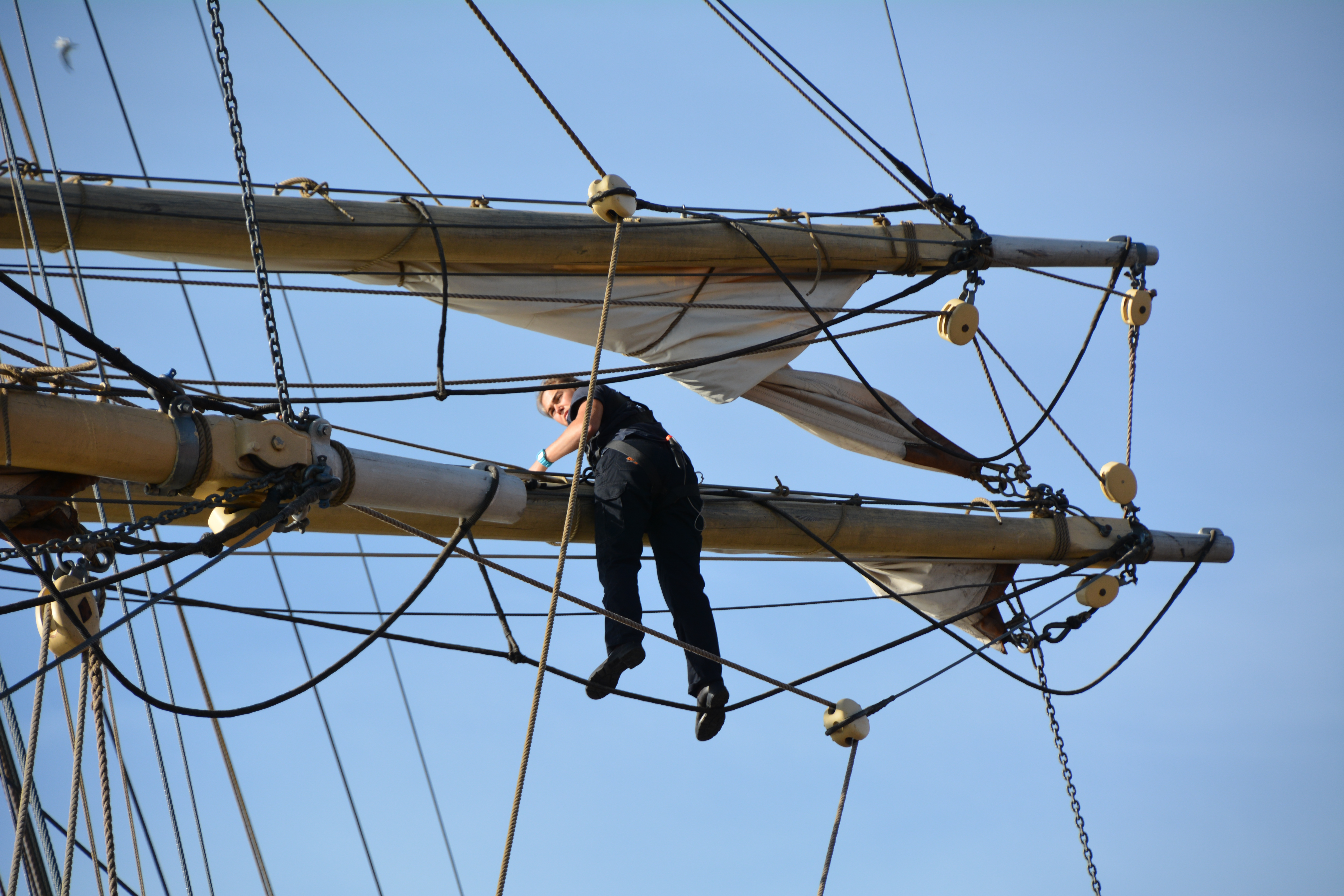
Lossning av segel
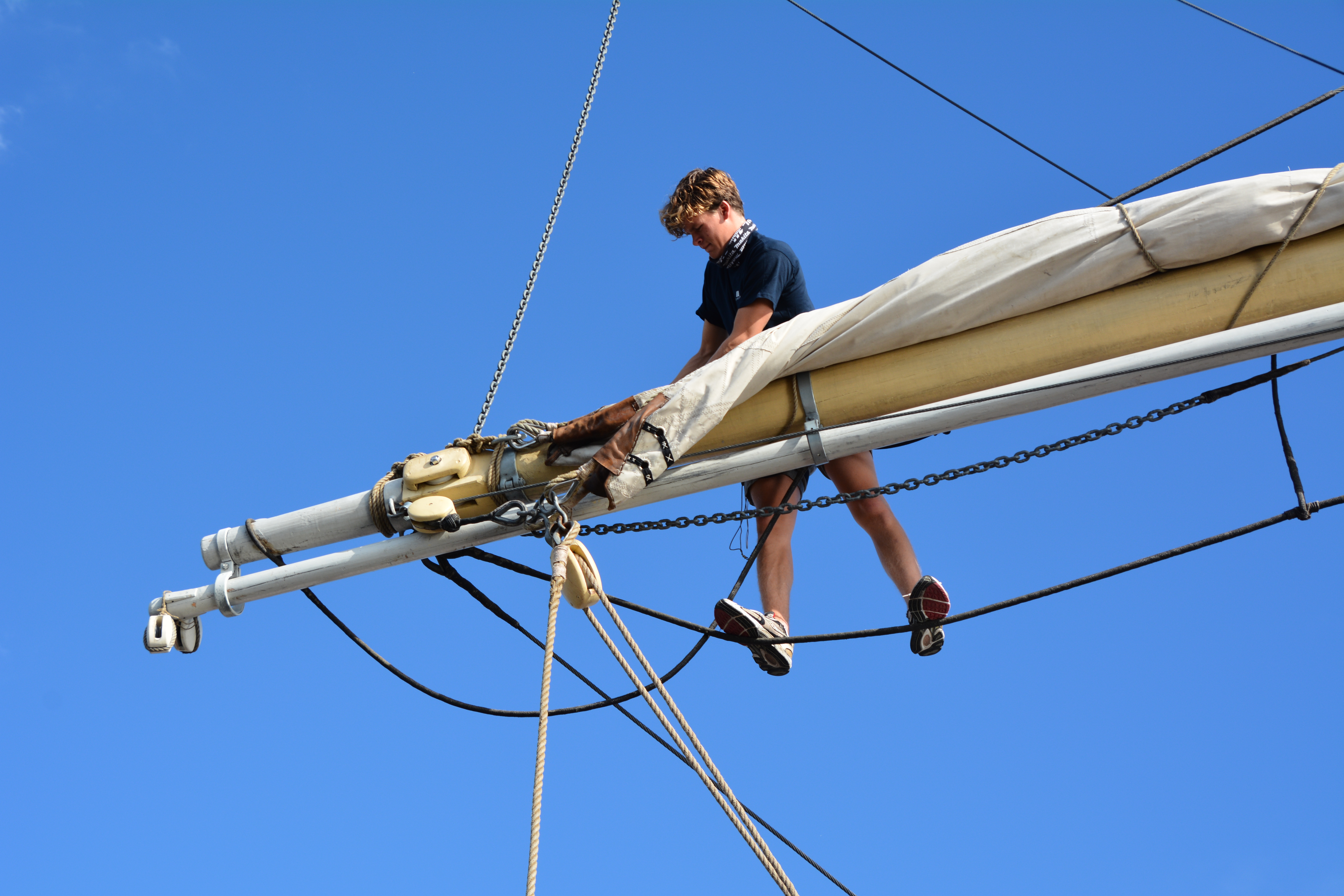
Lossning av segel
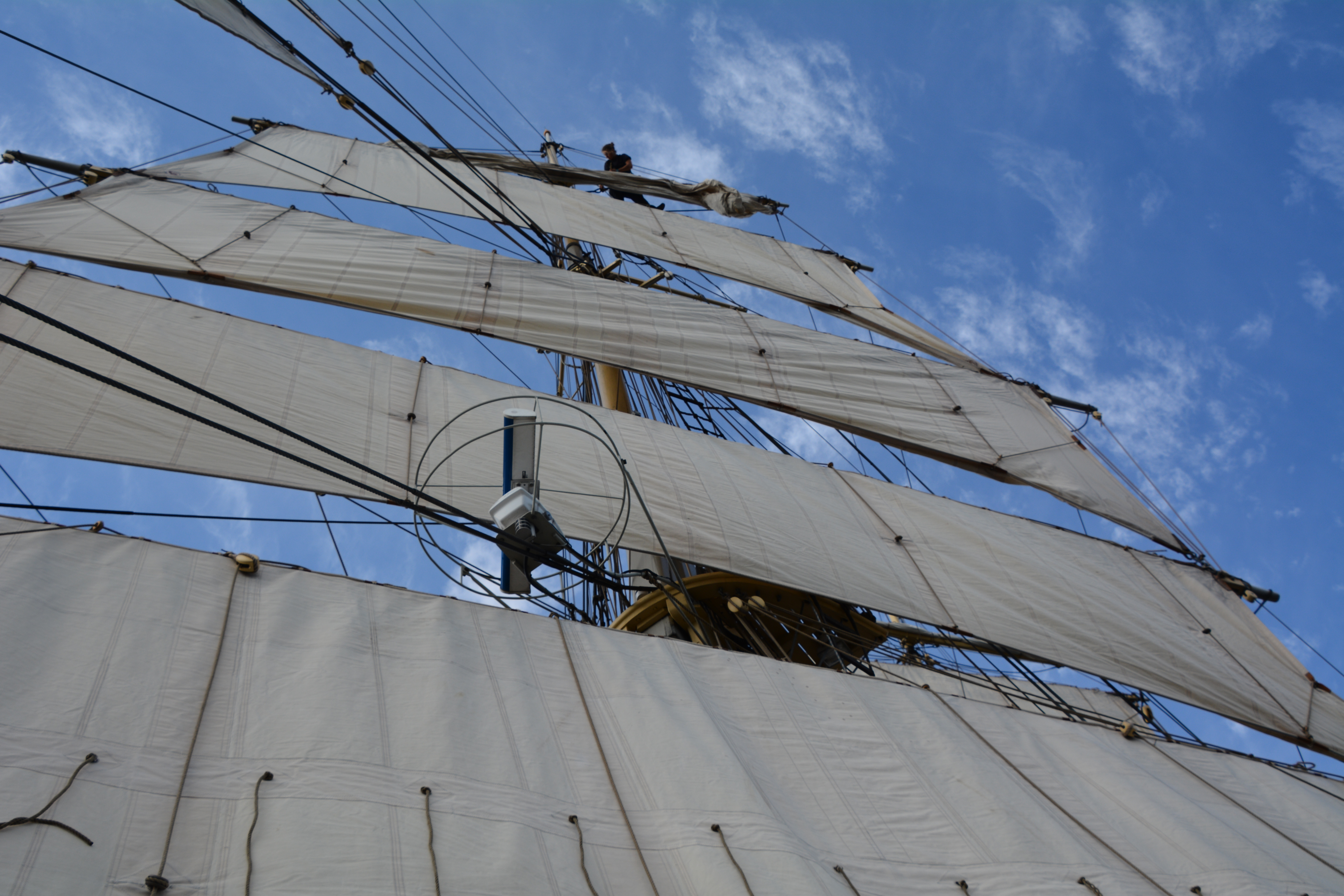
Högst upp i riggen
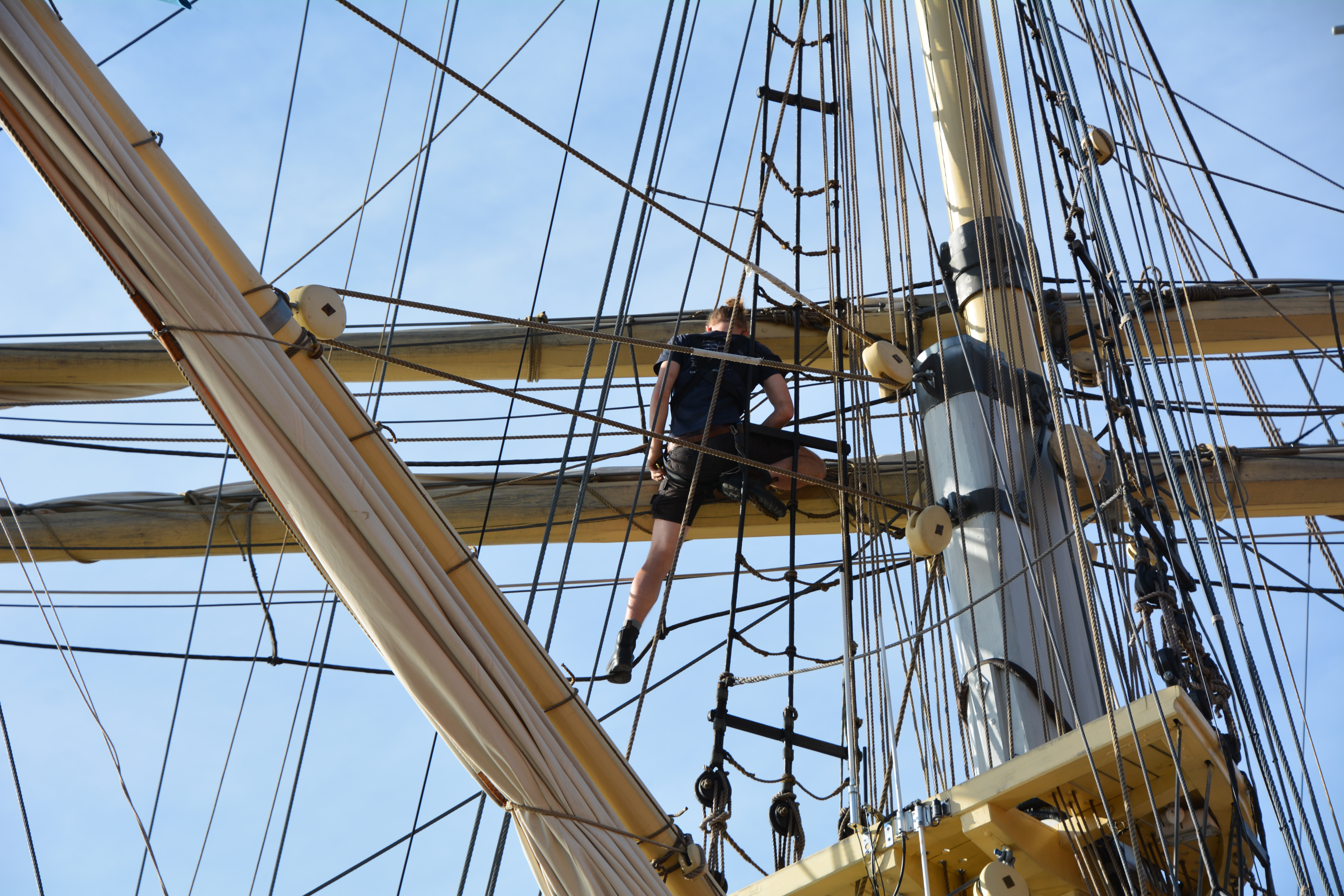
Klättring i riggen
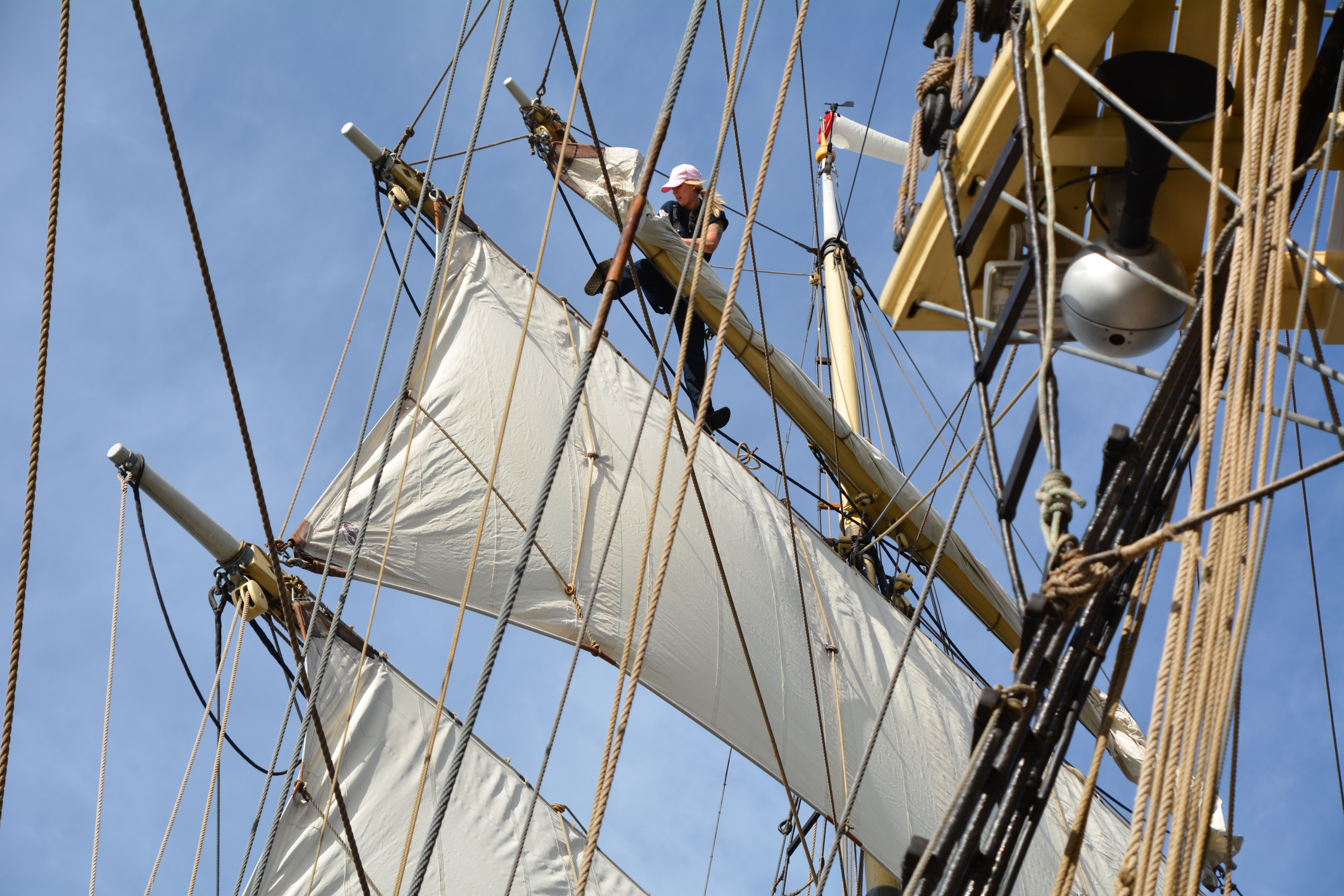
Lossning av segel
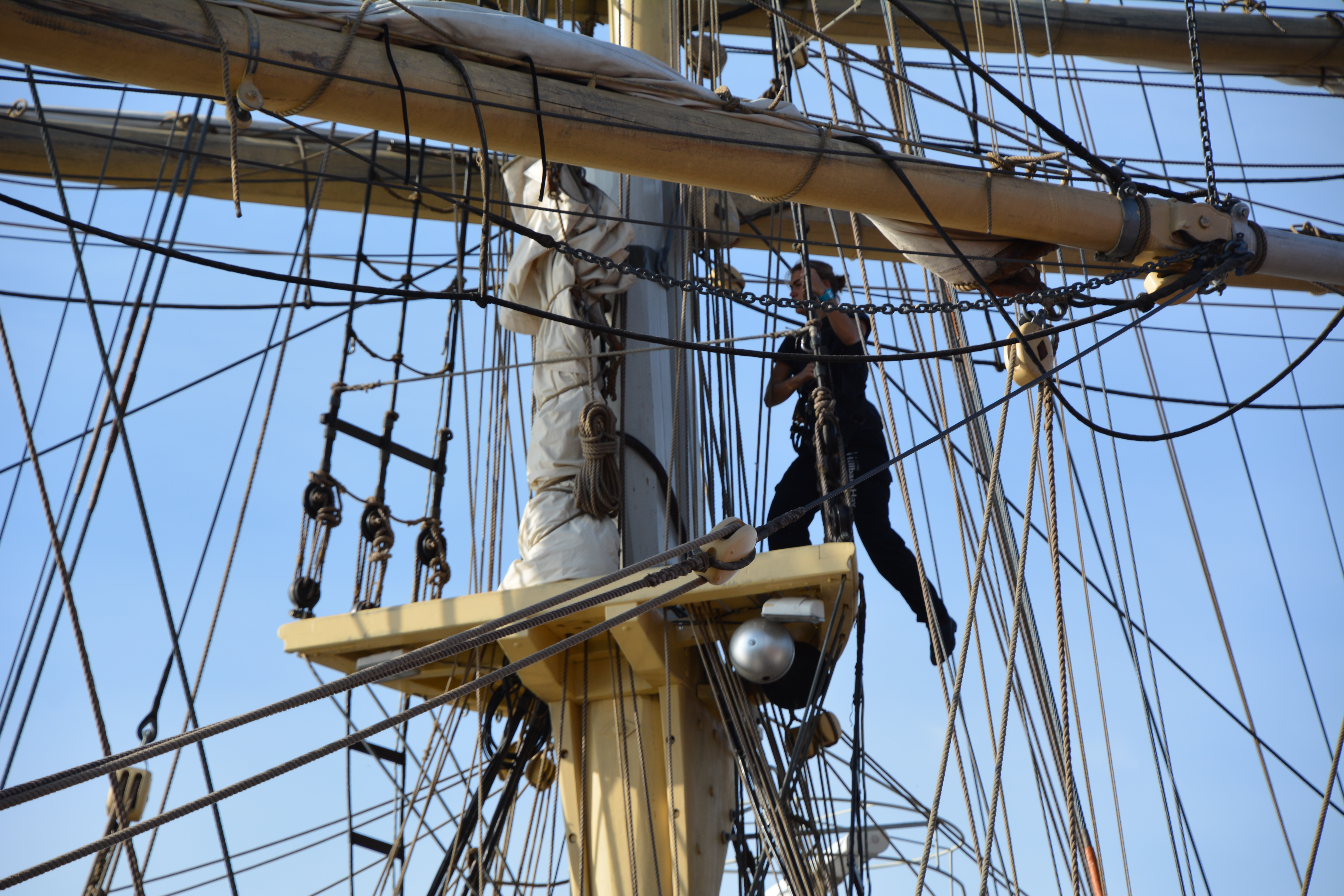
Klättring i riggen
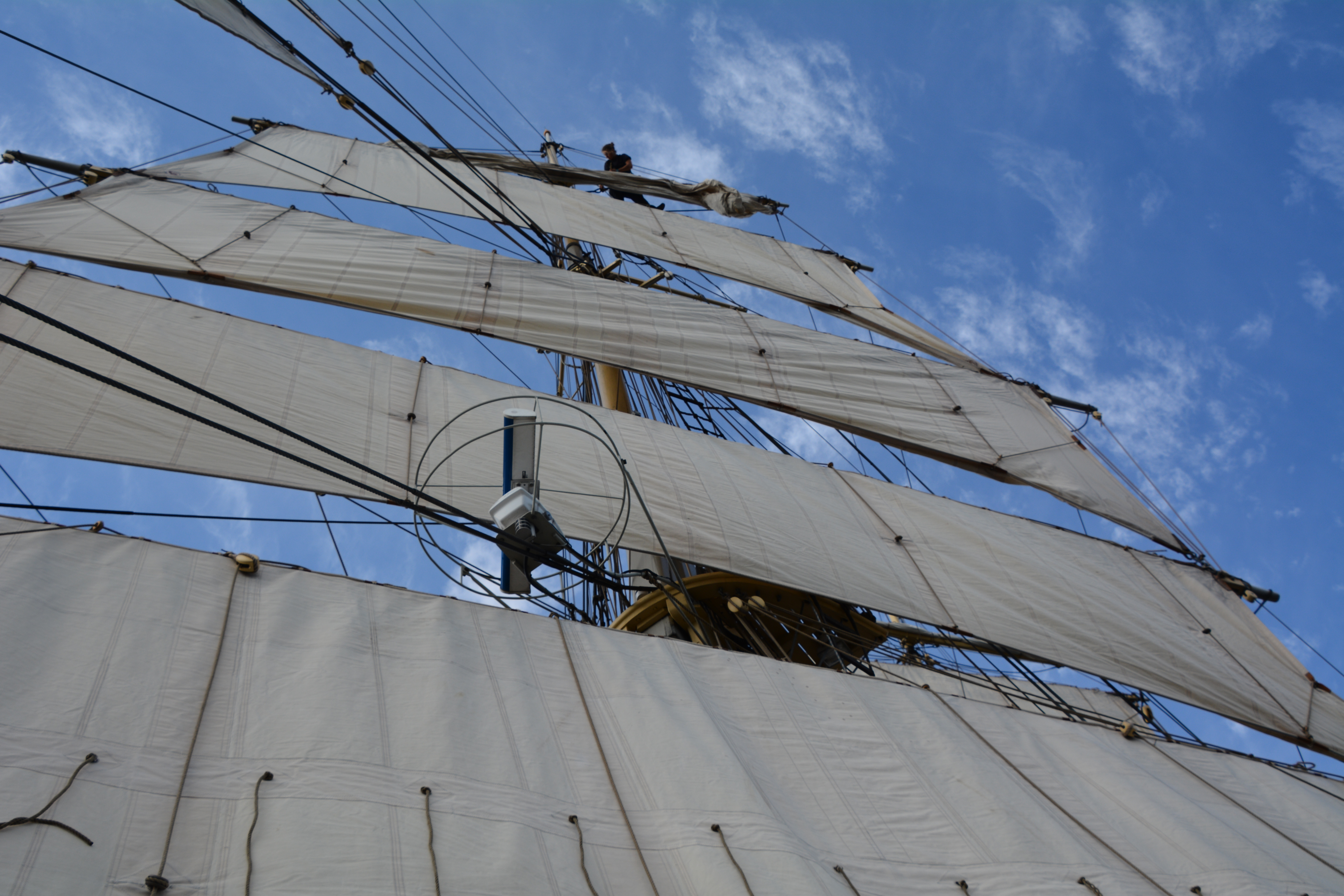
Högst upp i riggen
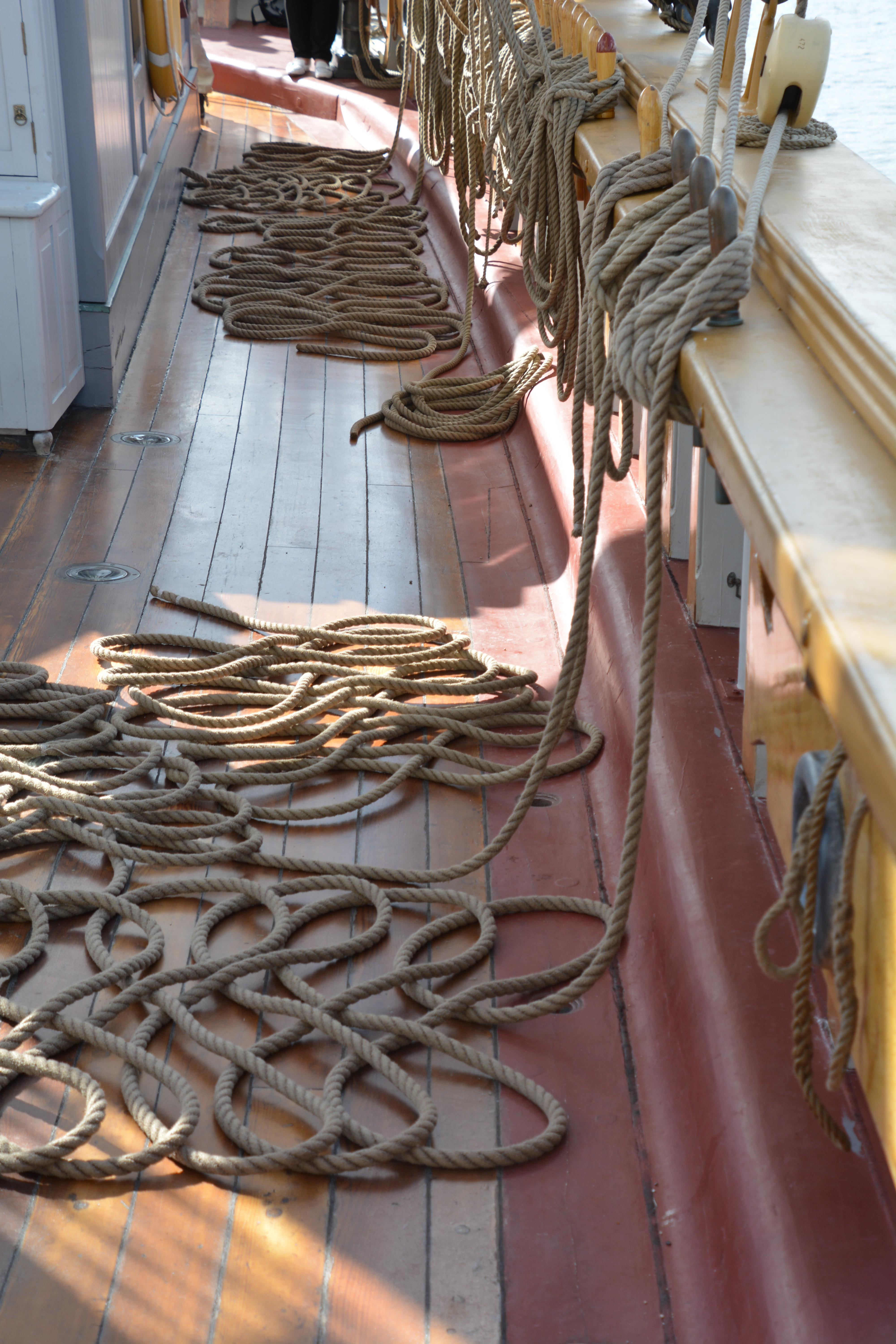
Tampar på däck
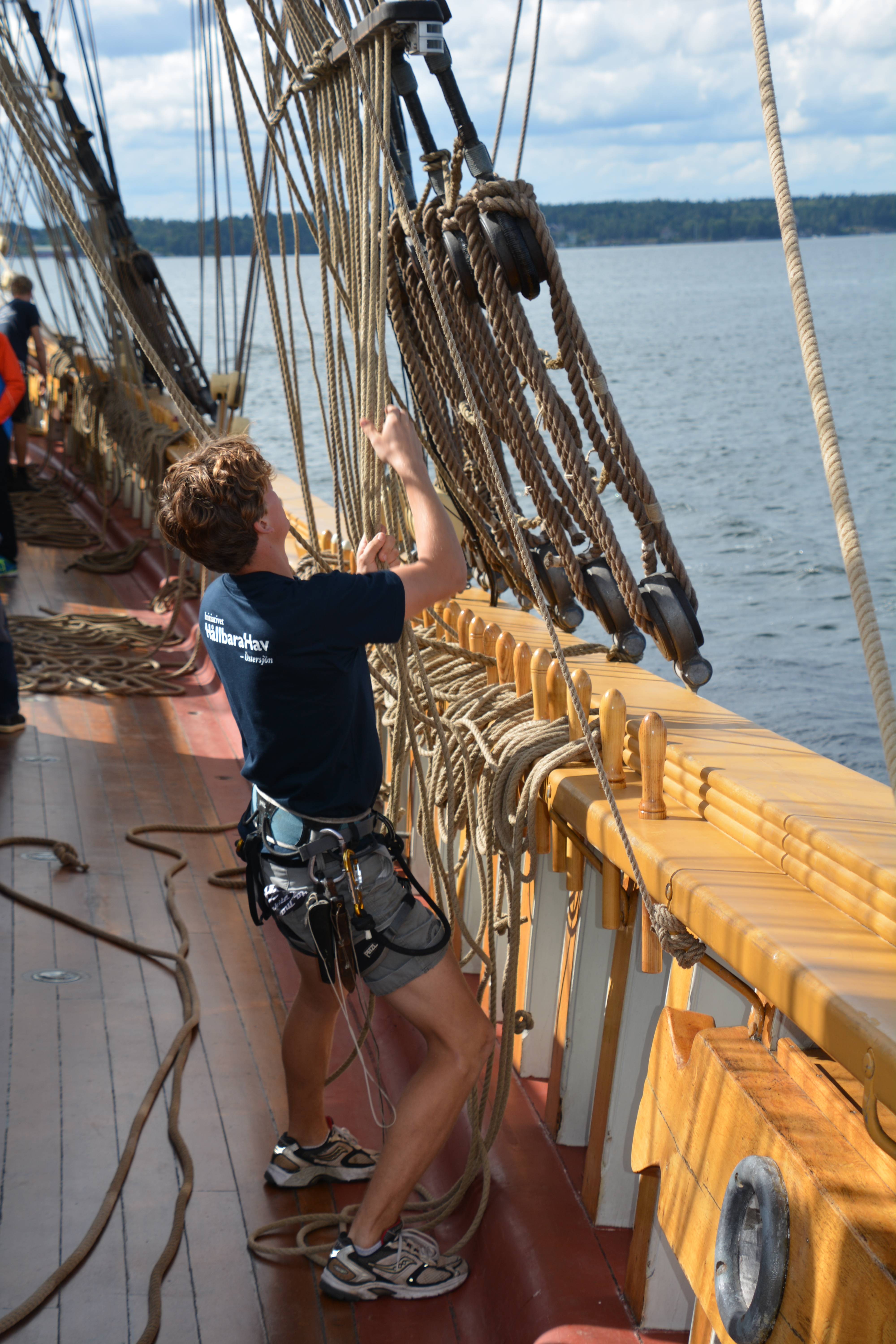
Tampar till riggen